# مشن (المحابشة)

تعديل مصدري - تعديل

مشن هي إحدى قرى عزلة حجر بمديرية المحابشة التابعة لمحافظة حجة، بلغ تعداد سكانها 1310 نسمة حسب تعداد اليمن لعام 2004.